# Чучелов Володимир Миколайович
Володимир Миколайович Чучелов (рос. Владимир Николаевич Чучелов; нар. 28 вересня 1969, Москва) – бельгійський шахіст і шаховий тренер (Старший тренер ФІДЕ від 2010) російського походження, гросмейстер від 1995 року.

## Шахова кар'єра
Першим значним успіхом Чучелова була перемога на турнірі HSK в Гамбурзі в 1991 році. 1992 року переміг (разом з Роберто Сіфуентесом Парадою) на відкритому чемпіонаті Нідерландів, вигравав у Гіфгорні, а також поділив 1-ше місце у Дрездені. 1994 року поділив 1-ше місце (разом з Ентоні Майлсом, Геннадієм Кузьміним і Марком Гебденом) у Каппель-ла-Гранд. У 1995 році поділив 2-ге місце (позаду Віктора Корчного, разом із, зокрема, Володимиром Маланюком, Крістофером Луцом, Ігорем Глеком і Любомиром Фтачником) на openie, який відбувся в Гамбурзі, у 1997 році переміг (разом з Костянтином Лернером, Станіславом Савченком та Юрієм Круппою на турнірі Berliner Sommer, 1996 року був одним з серед шести переможців турніру в Дрездені, у 1999 році переміг у Бетюні (разом з Володимиром Охотником), посів 2-ге місце (позаду Еріком ван ден Дулом) у Дайцизау, і поділив 2-ге місце у Вліссінгені (позаду Альберто Давіда, разом із, зокрема, Михайлом Гуревичем, Рафаелем Ваганяном і Володимиром Бакланом). У 2000 році поділив 1-ше місце (разом із, зокрема, Крістофером Луцом, Ігорем Глеком, Левом Гутманом і Еріком Лоброном) у Бад-Цвестені і здобув у Генті золоту медаль на чемпіонаті Бельгії, а 2001 року у фіналі чемпіонату країни в Шарлеруа виборов бронзову медаль. Того ж року поділив 1-ше місце (разом з Ейнаром Геуселом) на турнірі Каппель-ла-Гранд.
На міжнародній арені кольори Бельгії представляє від 1994 року. Найвищий рейтинг Ело в кар'єрі мав станом на 1 липня 2003 року, досягнувши 2608 очок займав тоді 94-те місце в світовому рейтинг-листі ФІДЕ, одночасно займаючи 2-ге місце (позаду Михайла Гуревича) серед бельгійських шахістів.
Під час своєї кар'єри був тренером, зокрема, збірної Нідерландів, Аніша Гірі та Фабіано Каруани.

## Зміни рейтингу
| На цьому місці має відображатися графік чи діаграма, однак з технічних причин його відображення наразі вимкнено. Будь ласка, не видаляйте код, який викликає це повідомлення. Розробники вже працюють для того, щоби відновити штатне функціонування цього графіка або діаграми. | |
| | На цьому місці має відображатися графік чи діаграма, однак з технічних причин його відображення наразі вимкнено. Будь ласка, не видаляйте код, який викликає це повідомлення. Розробники вже працюють для того, щоби відновити штатне функціонування цього графіка або діаграми. |